# Euzophera
Euzophera är ett släkte av fjärilar som beskrevs av Philipp Christoph Zeller 1867. Euzophera ingår i familjen mott.

## Bildgalleri

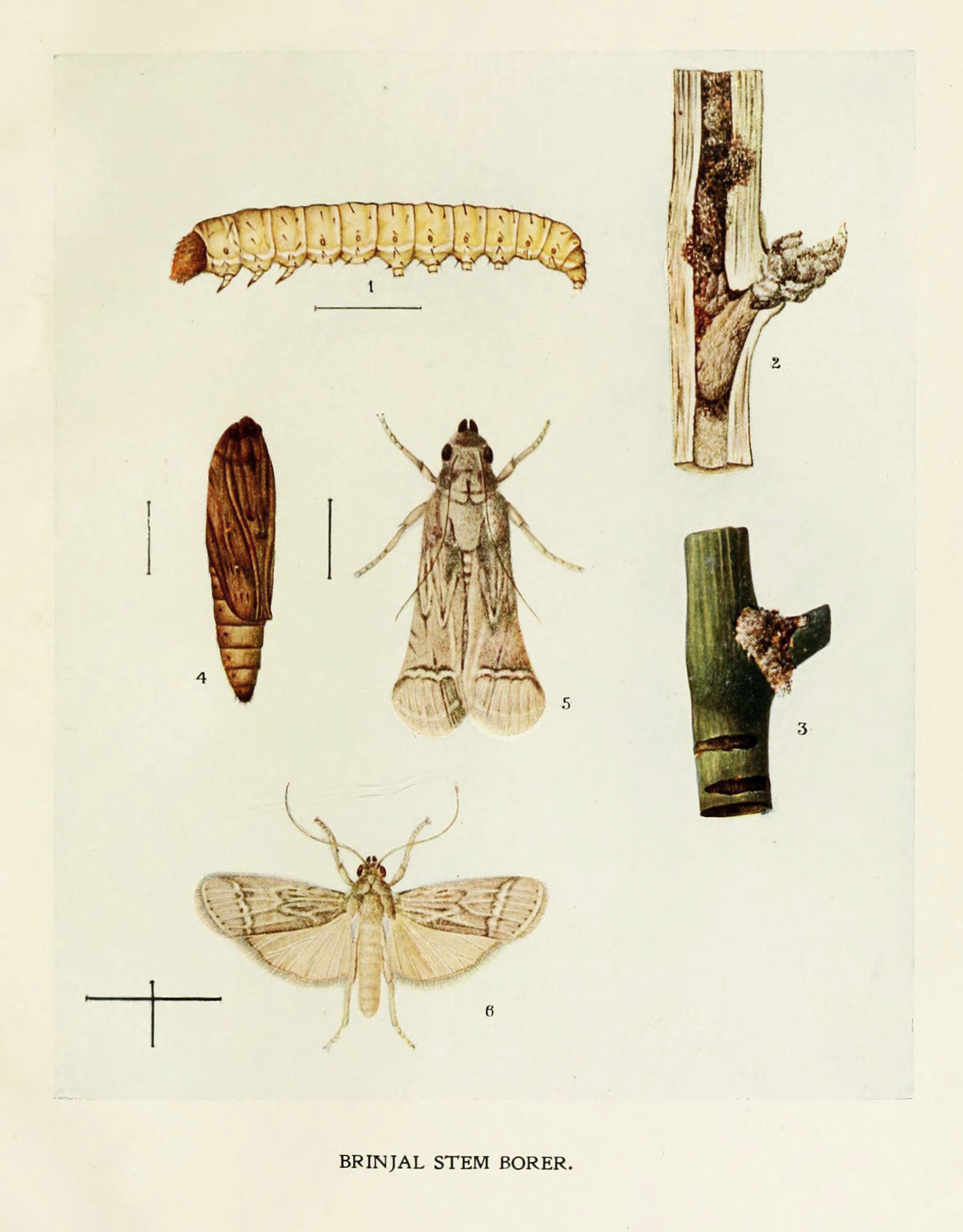
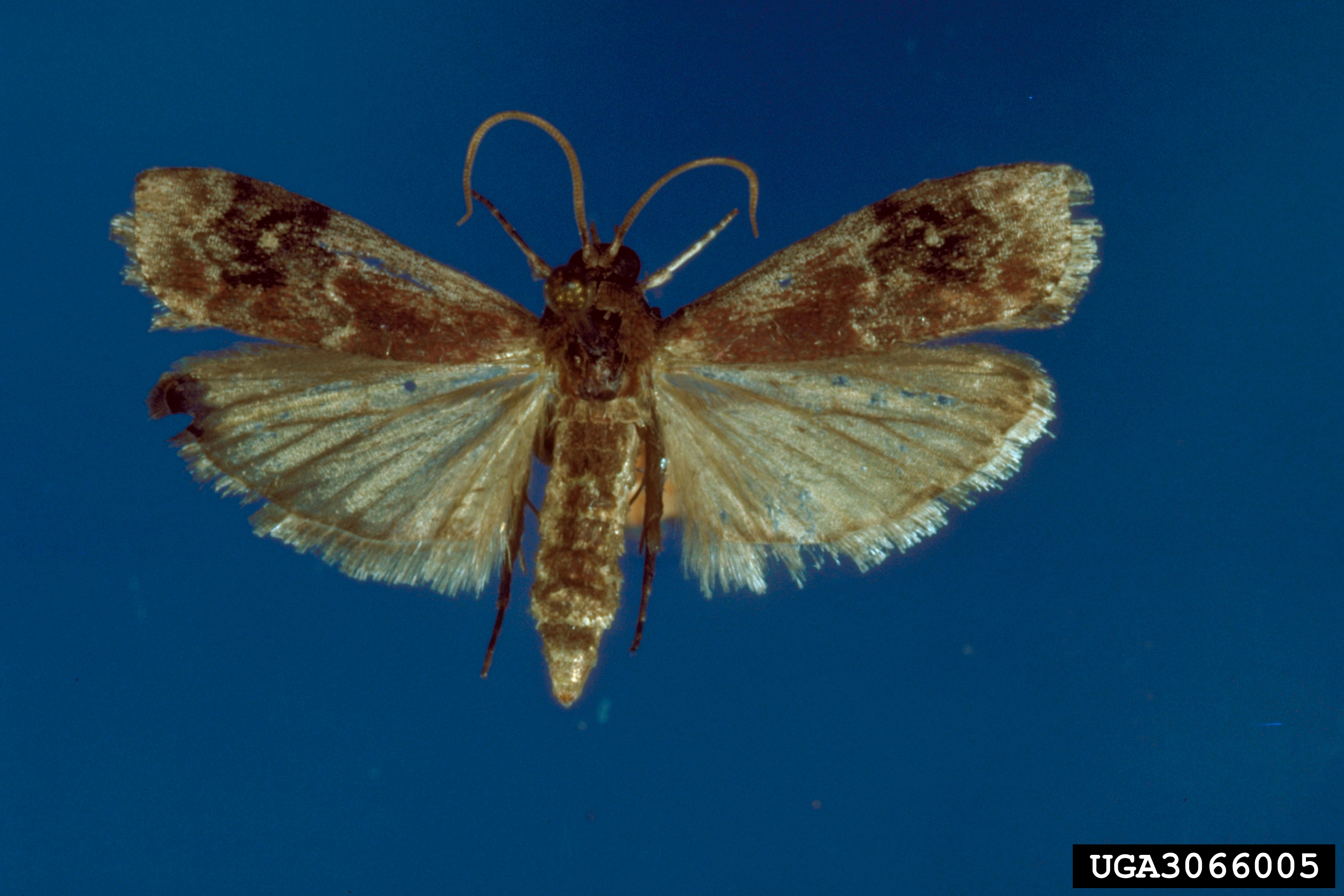
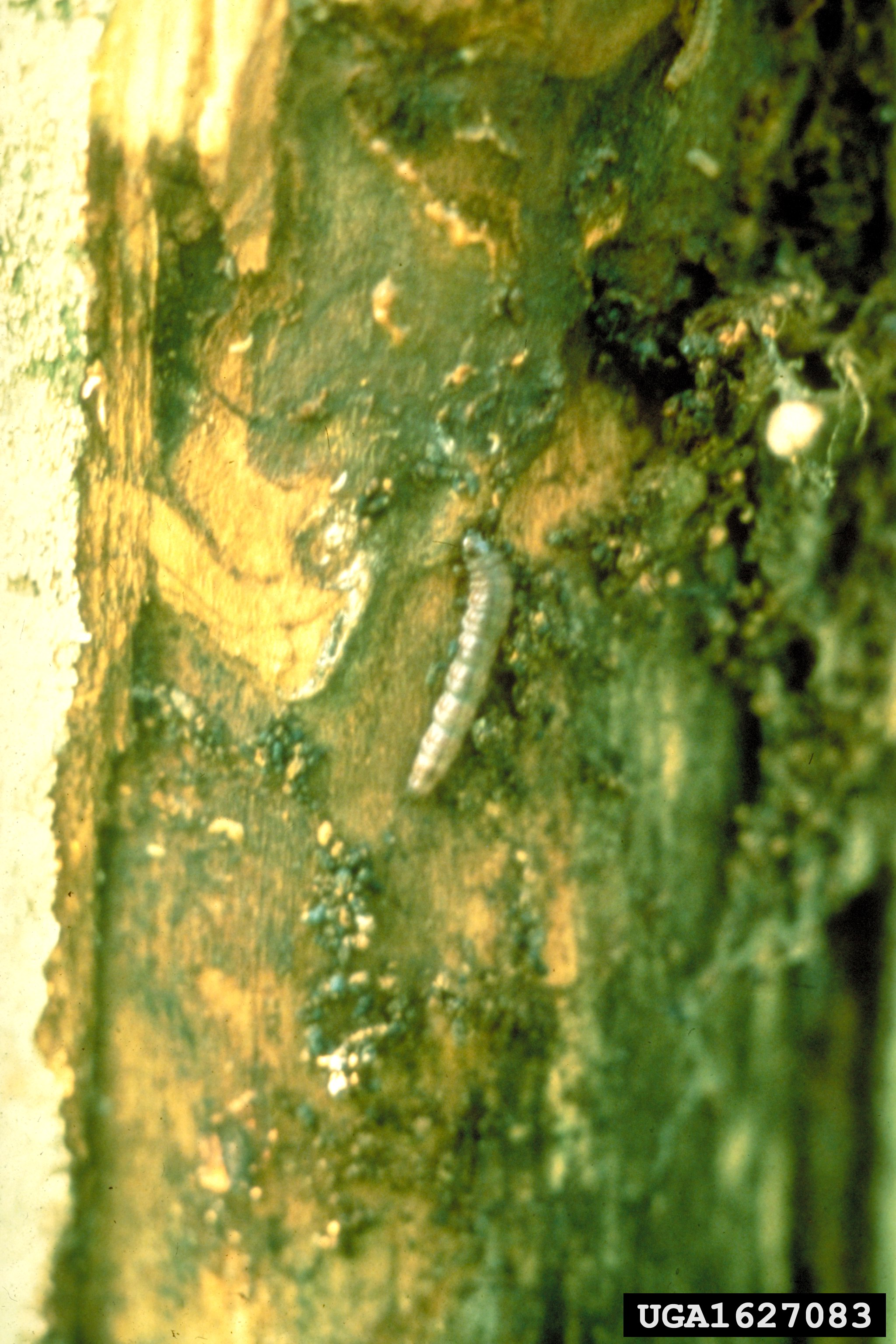
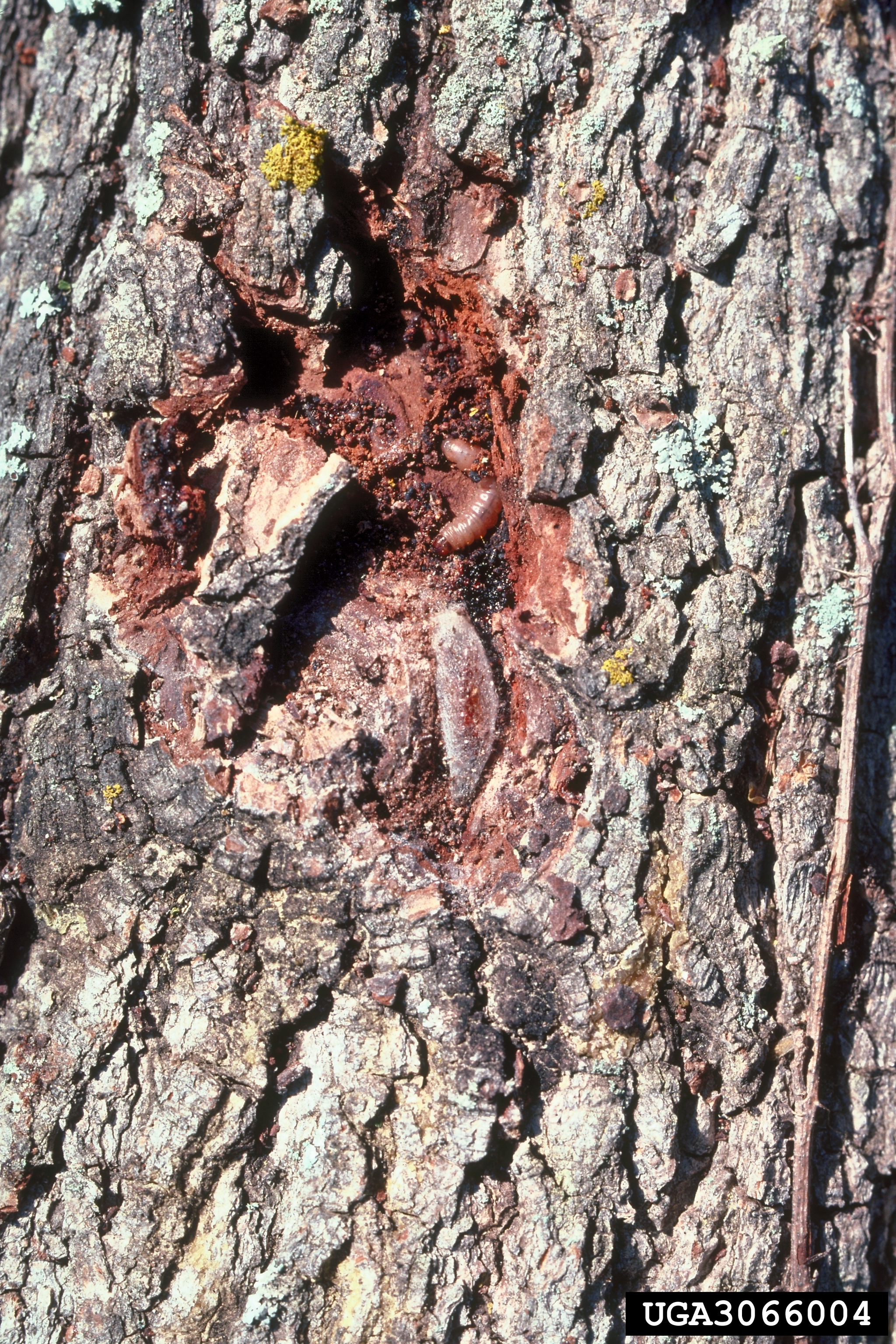
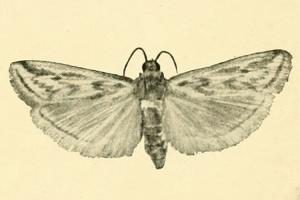

## Dottertaxa tillEuzophera, i alfabetisk ordning[1][2]
- Euzophera aethaloneuria
- Euzophera afflictella
- Euzophera aglaeella
- Euzophera albicosta
- Euzophera albicostalis
- Euzophera albipunctella
- Euzophera albogilvella
- Euzophera alpherakyella
- Euzophera anapalpis
- Euzophera angulella
- Euzophera arcuatella
- Euzophera arrhythmopis
- Euzophera atemisiella
- Euzophera atuntsealis
- Euzophera batangensis
- Euzophera bigella
- Euzophera bisinuella
- Euzophera cartaginella
- Euzophera cinerosella
- Euzophera cocciphaga
- Euzophera comeella
- Euzophera concolorella
- Euzophera conquassata
- Euzophera corcyrella
- Euzophera cornutella
- Euzophera costivittella
- Euzophera crassignatha
- Euzophera crinita
- Euzophera daedalella
- Euzophera depauperatella
- Euzophera derbendicola
- Euzophera eburnella
- Euzophera egeriella
- Euzophera empistocles
- Euzophera eroica
- Euzophera eureka
- Euzophera fibigerella
- Euzophera fischeri
- Euzophera flagella
- Euzophera flavicosta
- Euzophera formosella
- Euzophera fractilineella
- Euzophera fuliginosella
- Euzophera fumatella
- Euzophera gais
- Euzophera gobiella
- Euzophera griselda
- Euzophera gypsatella
- Euzophera habrella
- Euzophera hemileuca
- Euzophera hudeibella
- Euzophera immundella
- Euzophera imperfectella
- Euzophera incanella
- Euzophera intextella
- Euzophera ischnopa
- Euzophera kabulella
- Euzophera lactiflora
- Euzophera longipennella
- Euzophera luculentella
- Euzophera lunulella
- Euzophera magnolialis
- Euzophera marginepunctella
- Euzophera mentaweinsis
- Euzophera merangirensis
- Euzophera mercatrix
- Euzophera mienshani
- Euzophera minima
- Euzophera nelliella
- Euzophera neomeniella
- Euzophera nessebarella
- Euzophera nigricantella
- Euzophera nigrolinea
- Euzophera nilghirisella
- Euzophera orientella
- Euzophera osseatella
- Euzophera ostricolorella
- Euzophera paghmanicola
- Euzophera pallulella
- Euzophera perticella
- Euzophera pimeleella
- Euzophera pinguis
- Euzophera politella
- Euzophera polyxenella
- Euzophera postflavida
- Euzophera prionacra
- Euzophera pulchella
- Euzophera punicaeella
- Euzophera putera
- Euzophera pyrrhoptera
- Euzophera renulella
- Euzophera rinmea
- Euzophera rubricetella
- Euzophera sagax
- Euzophera scabrella
- Euzophera semifuneralis
- Euzophera sharmotana
- Euzophera sogai
- Euzophera sordidella
- Euzophera speculum
- Euzophera splendidella
- Euzophera stenoptycha
- Euzophera stichosema
- Euzophera stramentella
- Euzophera striatella
- Euzophera subarcuella
- Euzophera subcribrella
- Euzophera subnitidella
- Euzophera termivelata
- Euzophera tetragramma
- Euzophera trigeminata
- Euzophera turdella
- Euzophera ultimella
- Euzophera umbrosella
- Euzophera watanabei
- Euzophera verrucicola
- Euzophera villora
- Euzophera vinnulella
- Euzophera xylomorpha